# رنه لاوان
رنه لاوان (به انگلیسی: Rene Lavan) (زاده ۵ نوامبر ۱۹۶۸) بازیگر کوبایی-آمریکایی است.
از فیلم‌های معروف او می‌توان به بازی در فیلم رقص کثیف ۲ و کریسمس در کنار خانواده کرنک اشاره کرد.